# The Labyrinth Tour: Live from the O2
The Labyrinth Tour – Live at The O2 é um álbum ao vivo lançado pela cantora Leona Lewis em novembro de 2010. Lançado em formato de DVD e em CD e conta com mais de 90 minutos do espetáculo.

## Faixas
Segue a lista de fixas contida no álbum.
1. "Brave"
2. "Don't Let Me Down"
3. "Better in Time"
4. "Whatever It Takes"
5. "Take a Bow"
6. "Video Interlude: Ride a White Swan"
7. "I See You"
8. "Can't Breathe"
9. "Forgive Me"
10. "Happy"
11. "Could It Be Magic"
12. "I Got You"
13. "Cry Me a River"
14. "The First Time Ever I Saw Your Face"
15. "Homeless"
16. "Video Interlude: They Don't Care About Us"
17. "Outta My Head"
18. "Sweet Dreams (Are Made of This)"
19. "Run"
20. "Bleeding Love"

CD
1. "Brave"
2. "Don't Let Me Down"
3. "Better in Time"
4. "Whatever It Takes"
5. "Happy"
6. "The First Time Ever I Saw Your Face"
7. "Outta My Head"
8. "Sweet Dreams (Are Made of This)"
9. "Run"
10. "Bleeding Love"